# Amazophrynella teko
Espèce
Amazophrynella teko est une espèce d'amphibiens de la famille des Bufonidae.

## Répartition
Cette espèce se rencontre en Guyane et au Brésil dans l'Amapá.

## Description
C'est une espèce de petite taille, les mâles mesurent de 12,9 à 15,8 mm et les femelles de 17,9 à 21,5 mm.
L'holotype, en vie, a une tête brun noirâtre, un dos et des flancs bruns présentant des tubercules blancs épars. Son ventre est crème avec de minuscules taches noires. L'iris est doré et la pupille noire.

## Systématique
L'espèce Amazophrynella teko a été décrite par Rommel R. Rojas (d), Antoine Fouquet (d)
Santiago R. Ron (d), Emil J. Hernández-Ruz (d), Paulo R. Melo-Sampaio (d), Juan C. Chaparro (d), Richard C. Vogt (d), Vinícius T. de Carvalho (d), Leandra C. Pinheiro (d), Robson W. Ávila (d), Izeni P. Farias (d), Marcelo Gordo (d) et Tomas Hrbek (d).

## Étymologie
Son nom d'espèce lui a été donné en référence aux Tekos, un peuple amérindien de Guyane.

## Publication originale
- (en) Rommel R Rojas, Antoine Fouquet, Santiago R. Ron, Emil José Hernández-Ruz, Paulo R Melo-Sampaio, Juan C Chaparro, Richard C. Vogt, Vinicius Tadeu de Carvalho, Leandra Cardoso Pinheiro, Robson W Avila, Izeni Pires Farias, Marcelo Gordo et Tomas Hrbek, « A Pan-Amazonian species delimitation: high species diversity within the genus Amazophrynella (Anura: Bufonidae) », PeerJ, PeerJ Publishing (d), vol. 6,‎ 9 juillet 2018, e4941 (ISSN 2167-8359, OCLC 793828439, PMID 30013824, PMCID 6042491, DOI 10.7717/PEERJ.4941, lire en ligne).